# 2024년 삼성 라이온즈 시즌
2024년 삼성 라이온즈 시즌은 삼성 라이온즈가 KBO 리그에 참가한 43번째 시즌이다. 박진만 감독이 팀을 맡은 2번째 시즌이며, 주장은 구자욱이었으며, 류지혁이 도중에 임시 주장을 맡기도 했다. 팀은 10팀 중 정규 시즌 2위에 오르며 3년만에 포스트시즌에 진출했다. 이후 플레이오프에서 LG 트윈스를 3승 1패로 꺾고 9년만에 한국시리즈에 진출했다. 그러나 부상으로 주요 자원들이 이탈한 공백 탓인지   한국시리즈에서 KIA 타이거즈를 상대로 1승 4패에 그치며 통합 준우승에 만족해야 했다.

## 타이틀
- 메이저 리그 베이스볼 서울 시리즈 국가대표: 원태인, 김성윤
- 프리미어 12 국가대표: 이진영(코치)
- 2024 K-BASEBALL SERIES 국가대표: 이진영(코치), 김영웅
- WBSC U-23 야구 월드컵 국가대표: 홍원표
- 성구회 헌액: 강민호
- KBO 골든글러브: 강민호 (포수), 구자욱 (외야수 1위)
- KBO 페어플레이상: 원태인
- KBO 7월 MVP: 강민호
- KBO 9~10월 MVP: 구자욱
- 일구상 최고투수상: 원태인
- 조아제약 프로야구대상 최고타자상: 구자욱
- 조아제약 프로야구대상 최고투수상: 원태인
- 조아제약 프로야구대상 코치상: 이진영
- 오프더야구 시즌 베스트 라인업: 원태인 (선발투수), 강민호 (포수), 구자욱 (외야수)
- 스탯티즈 골든글러브: 강민호 (포수), 구자욱 (외야수 1위)
- 웰컴톱랭킹 7월 타자 1위: 강민호
- 웰컴톱랭킹 9월 타자 1위: 구자욱
- 한국갤럽 선정 좋아하는 한국인 야구선수: 구자욱 (9위)
- 플레이오프 MVP: 레예스
- 올스타 선발: 원태인 (선발투수), 오승환 (마무리투수), 맥키넌 (1루수), 류지혁 (2루수), 이재현 (유격수), 구자욱 (지명타자)
- 올스타전 추천선수: 이승현 (2002년), 김지찬
- 올스타전 우수타자상: 맥키넌
- 한일 드림 플레이어즈 게임 국가대표: 권혁, 박석민, 양준혁, 박한이
- K-브랜드지수 올해의 스포츠스타: 구자욱 (3위)
- K-브랜드지수 프로야구 올스타 부문 TOP10: 구자욱 (5위), 이재현 (9위)
- 야구대표자 선정 루키 베스트 라인업: 이재현 (유격수), 김지찬 (중견수)
- 디시트렌드 선정 2025년을 빛낼 골든글러브의 주인공: 구자욱
- 컴투스프로야구 레전드 카드: 박한이, 류중일, 최형우, 오승환
- 컴투스프로야구 삼성 라이온즈 베스트 라인업: 구자욱 (우익수)
- 마구마구 레전드 프랜차이즈: 권혁, 성준
- 완봉: 코너 (1)
- 다승: 원태인 (15)
- 선발승: 원태인 (15)
- 선발투수 GSC: 코너 (8월 27일 키움전, 92)
- 포심 구종가치: 코너 (23.4)
- BB/K: 김지찬 (1.50)
- 포스트시즌 타점: 디아즈 (10)

### 퓨처스리그
- 리얼글러브 퓨처스리그: 김태훈 (1996년), 이현준, 김대호
- 퓨처스 올스타전 우수투수상: 김대호
- 퓨처스 올스타: 김성경, 김대호, 양도근, 김현준
- 타율: 김태훈 (1996년) (0.320)
- 2루타: 김태훈 (1996년) (26)
- 장타율: 김태훈 (1996년) (0.566)
- 남부리그 3루타: 김태훈 (1996년) (5)
- 남부리그 도루: 양우현 (20)
- 남부리그 출루율: 이현준 (0.406)
- 남부리그 OPS: 김태훈 (1996년) (0.950)

## 선수단
- 선발투수: 원태인, 코너, 레예스, 이승현, 백정현, 김대호, 이호성
- 구원투수: 임창민, 최지광, 황동재, 김태훈, 김재윤, 이상민, 이승현, 송은범, 김대우, 최하늘, 육선엽, 최성훈, 장필준, 양현, 최채흥, 김무신, 이재익, 이승민
- 마무리투수: 홍원표, 홍정우, 오승환
- 포수: 강민호, 이병헌, 김민수, 김도환, 김재성
- 1루수: 디아즈, 맥키넌, 이창용, 오재일
- 2루수: 류지혁, 김재상, 양도근, 양우현, 김동진, 안주형
- 유격수: 이재현
- 3루수: 김영웅, 전병우, 공민규, 김호진, 강한울
- 좌익수: 구자욱, 김헌곤
- 중견수: 김지찬, 김성윤
- 우익수: 이성규, 윤정빈, 류승민, 김현준, 카디네스, 김태훈, 김재혁
- 지명타자: 박병호, 김동엽

## 여담
- 류지혁은 2015년 이후 KBO 시범경기 사상 최초로 통산 10병살을 기록했다.
- 류승민은 전반기 순출루율 0.667로 2013년 이후 KBO 리그 단일 시즌 전반기 최고 기록을 세웠다.
- 이 시즌에 삼성 라이온즈는 구단 창단 이래 최초로 홈 입장관중 100만명을 돌파했다.
- 오승환은 KBO 리그 사상 최초로 통산 마무리 등판 600회를 달성했다.
- 오승환은 KBO 리그 40대 투수 최초로 올스타전에서 무실점을 기록했다.
- 팀은 총 116홀드로 역대 단일 시즌 팀 최다 홀드를 기록했다.
- 강민호는 대타로 27번 타석을 소화하여 2013년 이후 규정 타석을 소화한 선수 중 최다 기록을 세웠다.
- 김지찬은 2013년 이후 단일 시즌에 타자 주자 땅볼 시 3루에서 홈으로 가장 많이 진루한 타자가 되었다.
- 강민호는 2루 주자일 때 단타 시 득점 성공률 0%로 2013년 이후 규정 타석 충족 타자 중 최저 기록을 세웠다.
- 김영웅은 2스트라이크 투구 시 삼진 결정률 26.5%로 2013년 이후 규정 타석 충족 타자 중 단일 시즌 최고 기록을 세웠다.
- 카디네스는 이 시즌 중견수 수비 이닝 0이닝을 기록했다.
- 류승민은 WAR 0.13으로 KBO 리그 역대 단일 시즌 무안타 타자 최고 기록을 세웠다.
- 홍정우는 평균자책점 45.00으로 KBO 리그 역대 마무리투수 최고 기록을 세웠다.
- 송은범은 KBO 리그 40대 투수 최초로 포스트시즌에서 희생플라이를 허용했다.